# Isoenzym
Isoenzymer är enzymer som skiljer sig i aminosyrasekvens, men som katalyserar samma reaktioner med skillnader i exempelvis kinetiska eller regulatoriska egenskaper. Isoenzymer tillhör ofta samma genfamilj, där de olika enzymerna uppkommit till följd av genduplikation. Ett isoenzym är ofta specifikt för ett visst organ eller organtyp.
Ett exempel på isoenzymer är COX-1 och COX-2 där COX-1 finns konstitutivt i de flesta vävnader medan COX-2 är mer specifikt till vissa organ.